# Unichess
Unichess je český šachový klub se sídlem v Praze. Do Šachové extraligy postoupil v sezónách 2008/2009 a 2013/2014 vždy na jednu sezónu. Od sezóny 2016/17 patří mezi její stálé účastníky.

## Historie

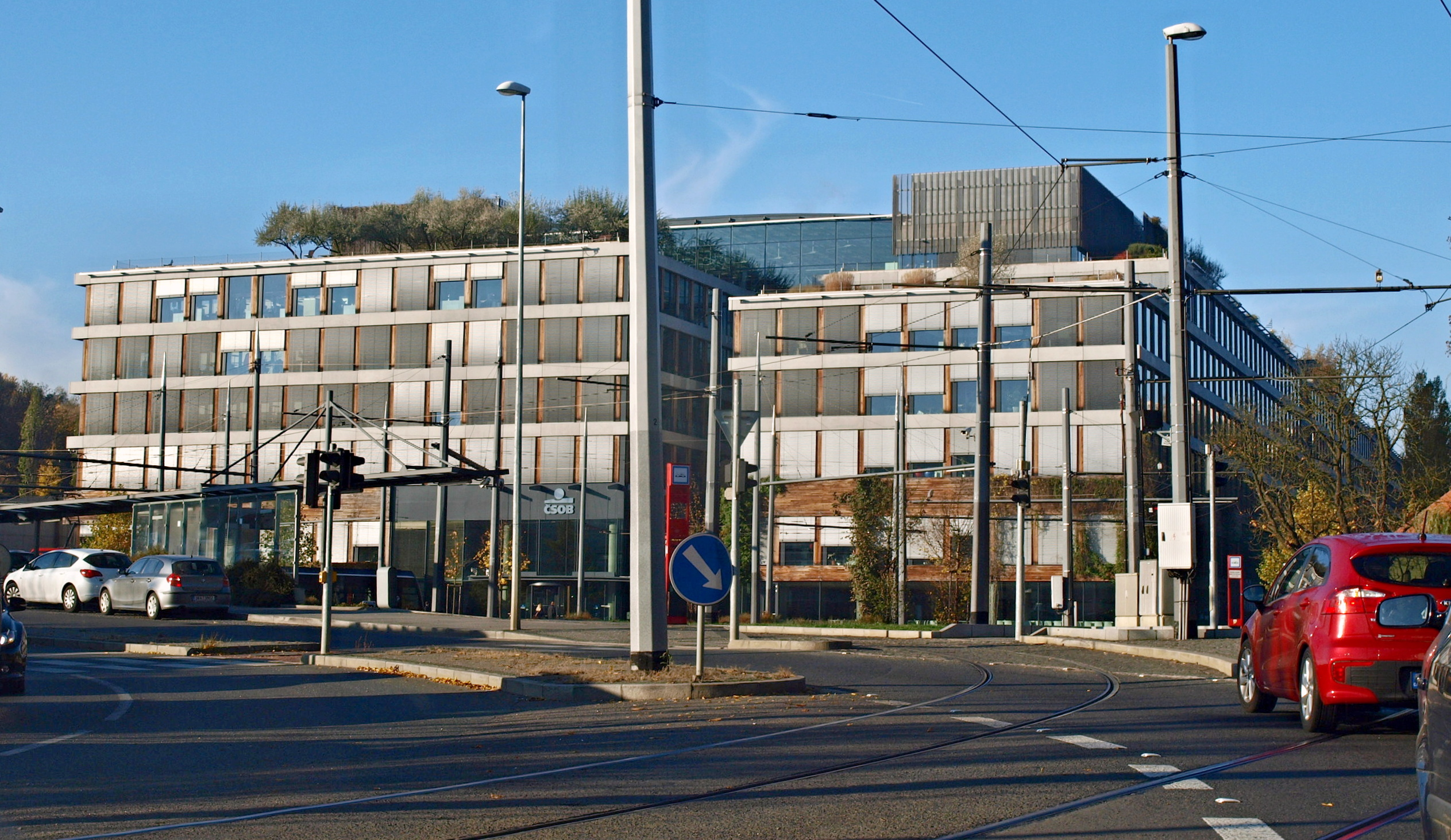
Budova ČSOB Radlice - hrací místnost pro extraligovou sezónu 2008/09

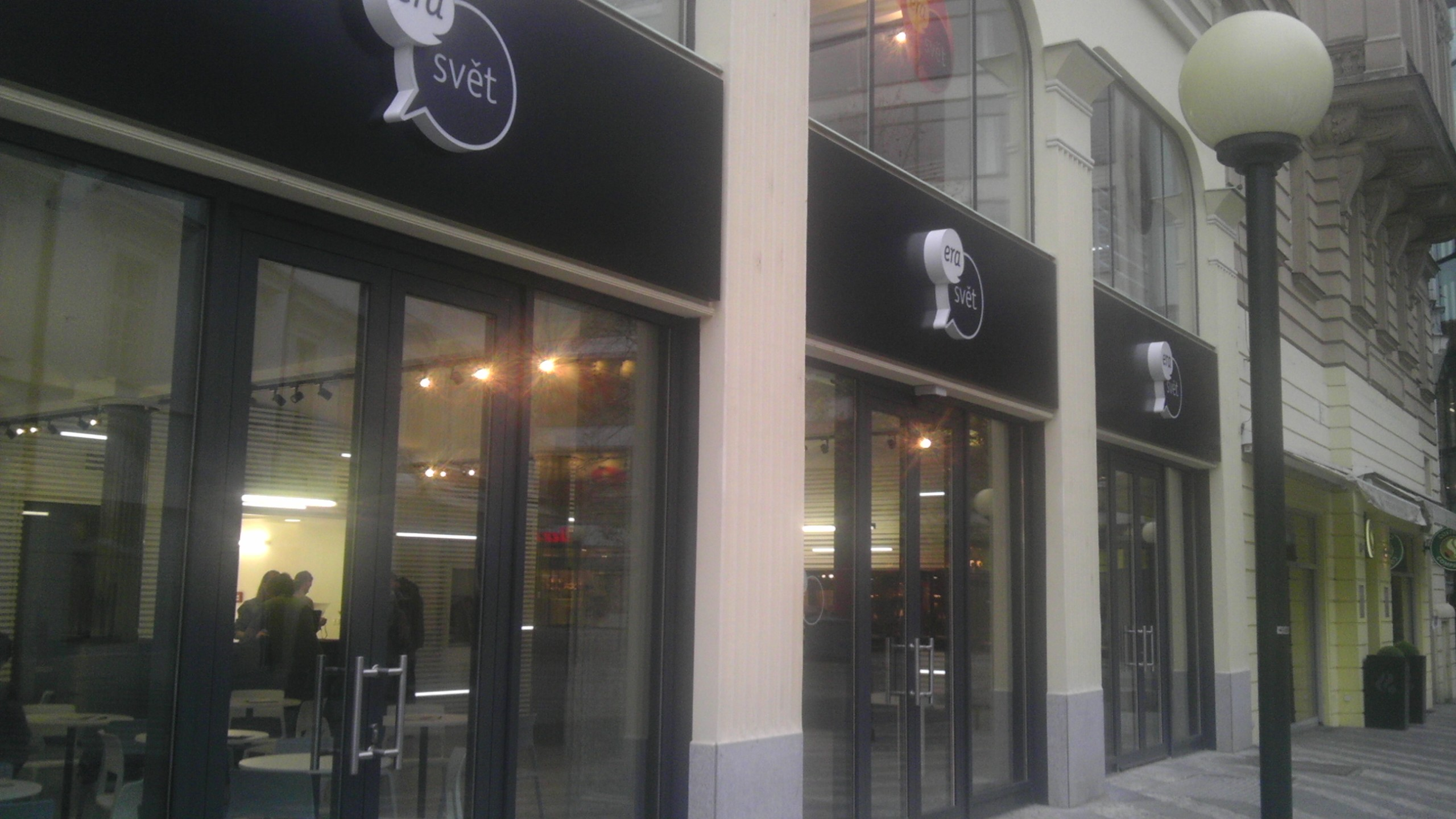
Era svět - hrací místnost pro extraligovou sezónu 2013/14

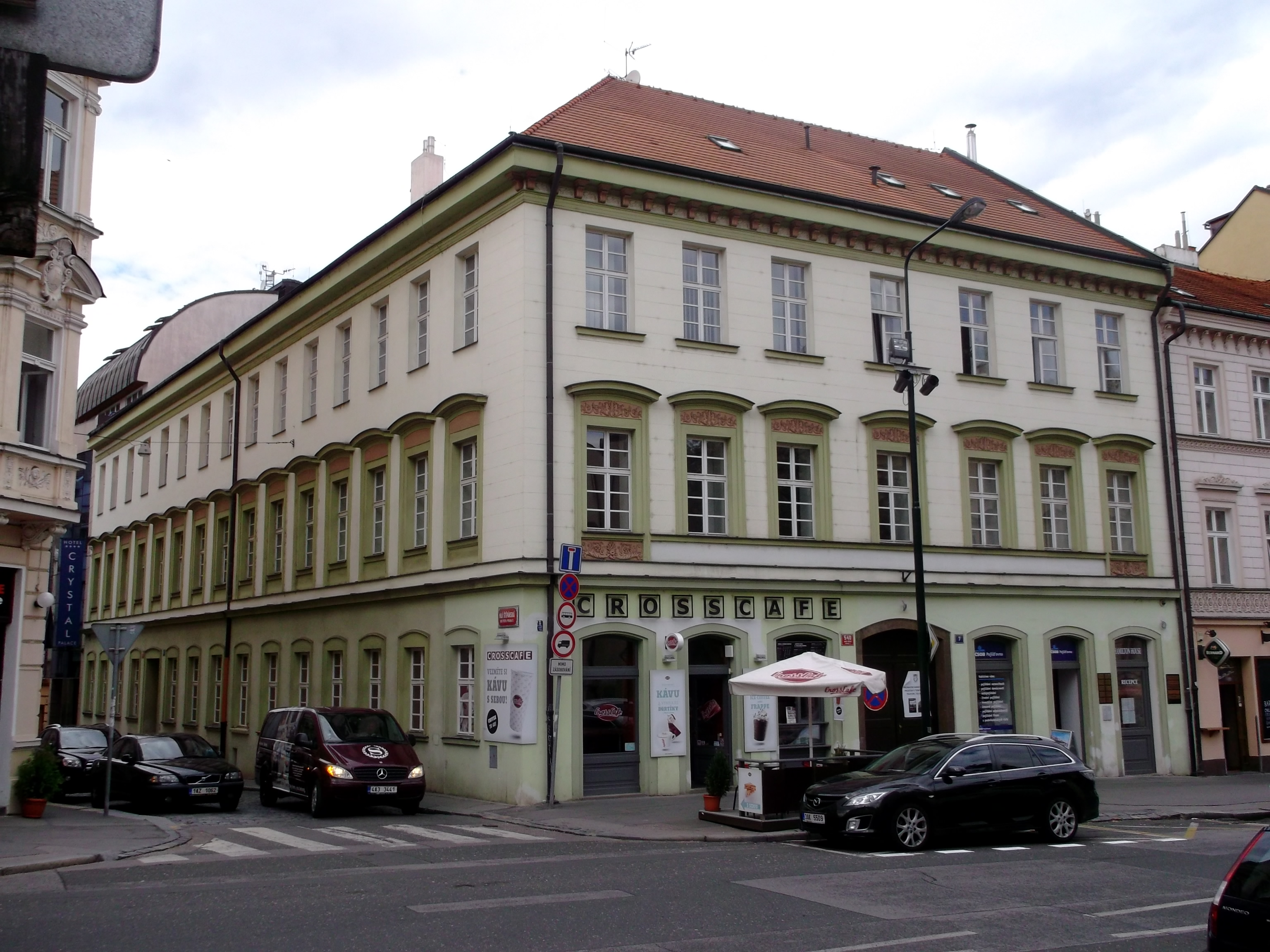
EA Hotel Crystal palace v Malé Štěpánské (modrý svislý nápis) - hrací místnost pro extraligovou sezónu 2016/17

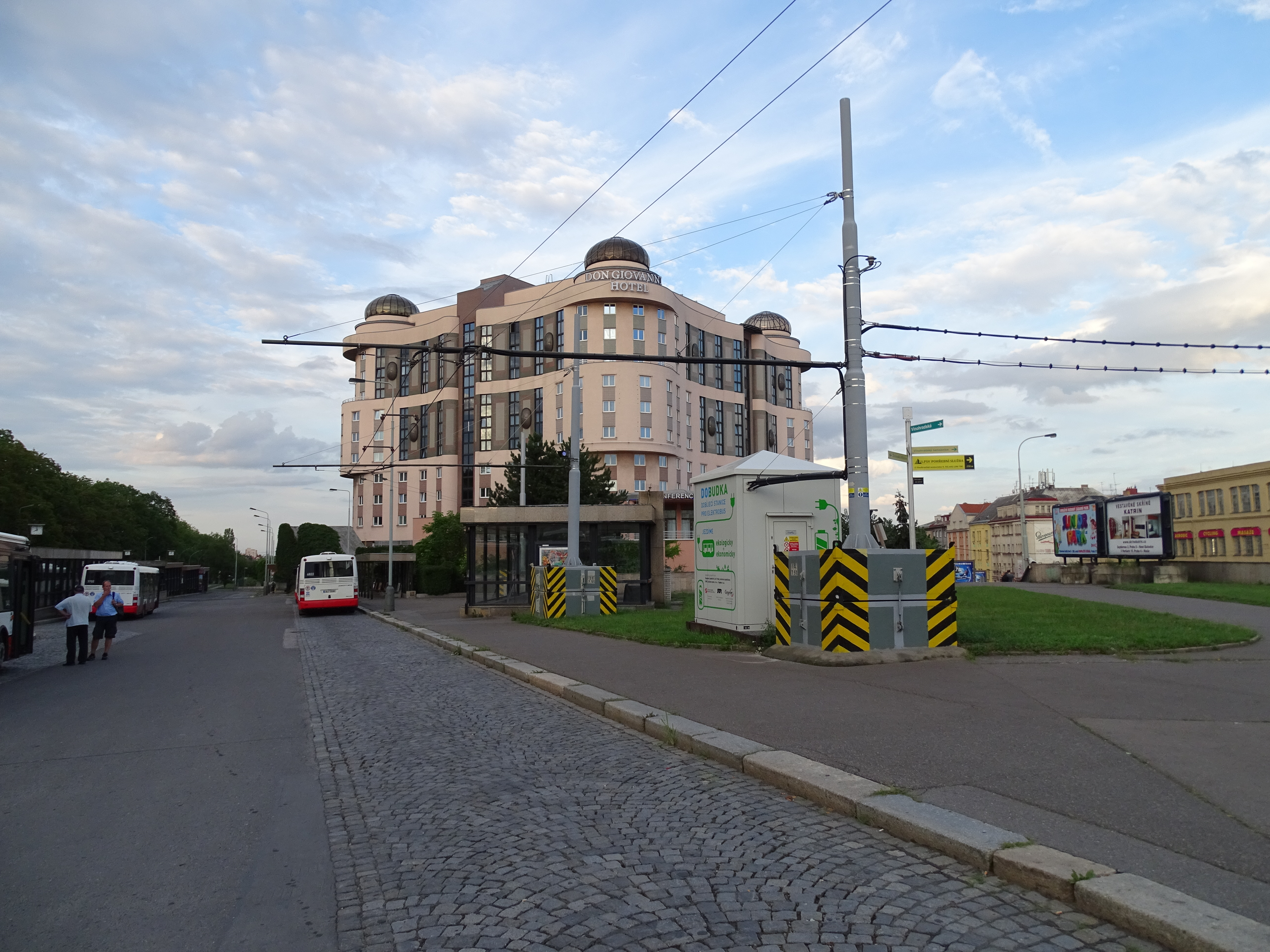
Hotel Don Giovanni - hrací místnost pro extraligovou sezónu 2017/18 a prosincové kolo sezóny 2018/2019 (spolu s ŠK Novoborský)

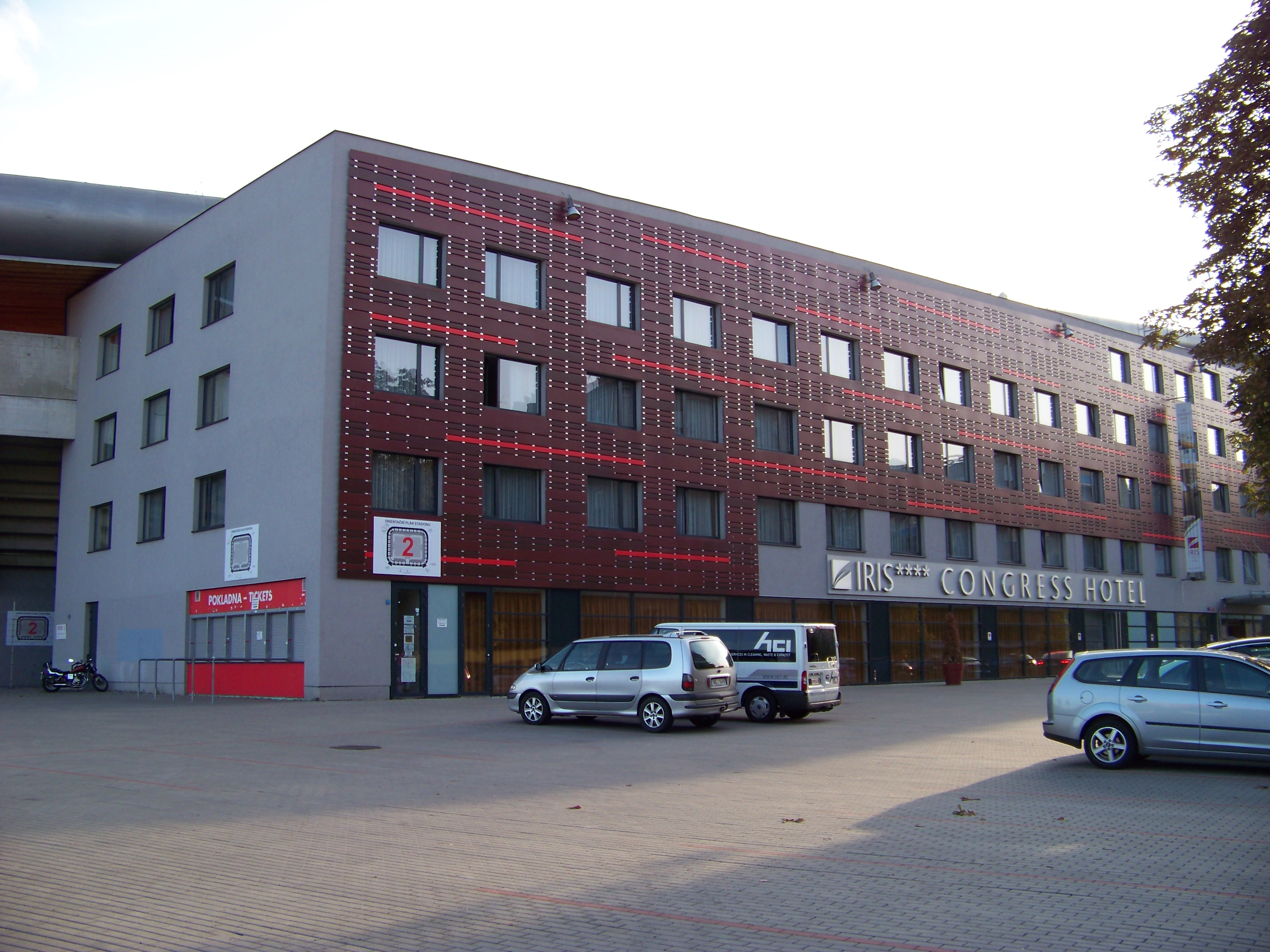
Hotel Iris Eden - hrací místnost pro lednové kolo extraligové sezóny 2018/19 (spolu s ŠK Novoborský)

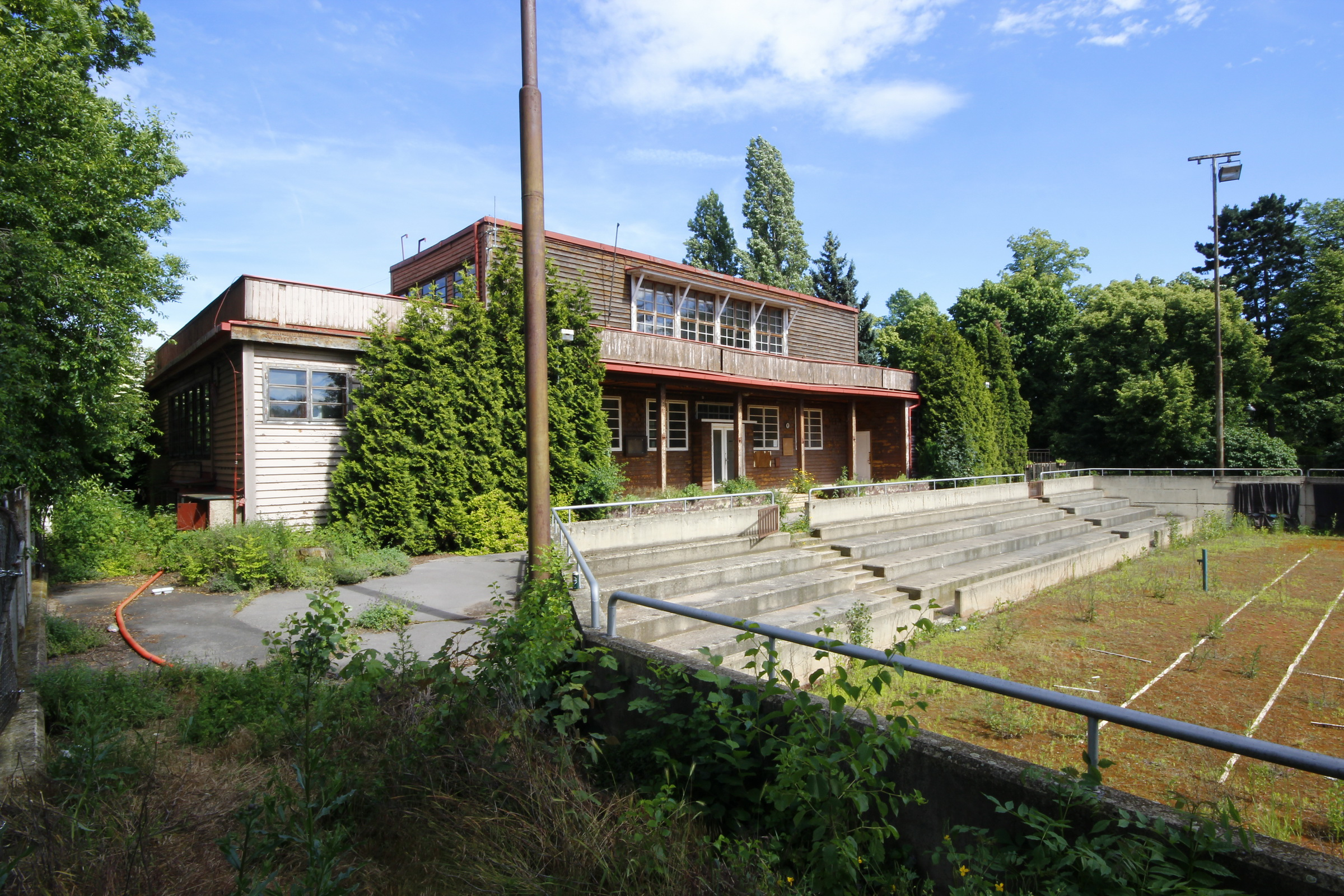
restaurace Výletná - 2. liga podzim 2017

Klub vznikl v Praze v roce 2004 pod jménem FIMA ČSOB a účastnil se pražských šachových soutěží družstev. V roce 2011 došlo ke sloučení dvou oddílů hrajících pod hlavičkou ČSOB, když do FIMA ČSOB hromadně přestoupili hráči v Litoměřicích hrajícího ŠK Litoměřice, který už měl v té době za sebou jednu odehranou sezónu v Šachové extralize, kde vystupoval v sezóně 2008/2009 pod názvem SPACE Poštovní spořitelna a svoje zápasy odehrál v budově ČSOB v Radlicích. Podruhé se už sloučený oddíl probojoval do Extraligy v sezóně 2013/2014 a odehrál ji v EraSvětě na Jungmanově náměstí v Praze 1 pod názvem ŠK ERA Poštovní spořitelna. Poté klub opustil hlavní sponzor ČSOB a došlo k přejmenování oddílu na Unichess. V sezóně 2016/2017 se po návratu do extraligy jmenovalo družstvo Prestige Photo Unichess podle sponzora Prestige Photo. V následující sezóně hrálo A družstvo extraligu bez hlavního sponzora pod názvem Unichess, B družstvo 1. ligu pod jménem hrajícího kapitána Bartoš Unichess. C družstvo hrálo na podzim 2. ligu pod jménem Unichess Výletná v restauraci Výletná v Letenských sadech. Pro sezónu 2018/2019 si právo účasti v extralize vybojovalo i B družstvo. Několik sezón hrála ligová družstva oddílu své domácí zápasy první a druhé ligy v Hostinci U Kaštanu na Břevnově, kde klub každoročně na konci března pořádá turnaj v rapid šachu. Od roku 2004 klub pořádal každý měsíc kromě prázdnin pravidelné šachové turnaje v rapid šachu v čítárně Unijazzu. Po jejím uzavření na konci roku 2018 se tyto turnaje přesunuli na Výletnou. I ta byla následně uzavřena, načež se turnaje přesunuli do Holešovic, kde po dalších přesunech našly své místo v Prazelenině.

## Přehled výsledků

### Česká šachová extraliga

#### A - tým
| Soutěž          | Sezóna  | Poř | P/S    | Z  | V | R | P  | BZ | BP   | VP |
| --------------- | ------- | --- | ------ | -- | - | - | -- | -- | ---- | -- |
| 1. česká liga   | 2003/04 | 2.  |        | 11 | 7 | 1 | 3  | 15 | 52,0 | 25 |
| 1. česká liga   | 2004/05 | 6.  |        | 11 | 4 | 3 | 4  | 11 | 42,5 | 24 |
| 1. liga - západ | 2005/06 | 3.  |        | 11 | 8 | 1 | 2  | 25 | 48,5 | 30 |
| 1. liga - západ | 2006/07 | 4.  |        | 11 | 5 | 3 | 3  | 18 | 49,5 | 30 |
| 1. liga - západ | 2007/08 | 1.  | postup | 11 | 8 | 1 | 2  | 25 | 34,0 | 53 |
| Extraliga       | 2008/09 | 11. | sestup | 11 | 3 | 0 | 8  | 9  | 33,5 | 21 |
| 1. liga - západ | 2009/10 | 4.  |        | 11 | 5 | 1 | 5  | 16 | 44,0 | 22 |
| 1. liga - západ | 2010/11 | 2.  |        | 11 | 8 | 1 | 2  | 25 | 53,5 | 32 |
| 1. liga - západ | 2011/12 | 2.  |        | 11 | 7 | 0 | 4  | 21 | 54,0 | 34 |
| 1. liga - západ | 2012/13 | 1.  | postup | 11 | 8 | 2 | 1  | 26 | 56,0 | 36 |
| Extraliga       | 2013/14 | 12. | sestup | 11 | 1 | 0 | 10 | 3  | 30,5 | 14 |
| 1. liga - západ | 2014/15 | 3.  |        | 11 | 8 | 1 | 2  | 25 | 58,0 | 45 |
| 1. liga - západ | 2015/16 | 1.  | postup | 11 | 9 | 1 | 1  | 28 | 60,5 | 46 |
| Extraliga       | 2016/17 | 10. |        | 11 | 2 | 2 | 7  | 8  | 34,0 | 13 |
| Extraliga       | 2017/18 | 9.  |        | 11 | 3 | 2 | 6  | 11 | 40,0 | 19 |

#### B - tým
| Soutěž          | Sezóna  | Poř | P/S    | Z  | V | R | P  | BZ | BP   | VP |
| --------------- | ------- | --- | ------ | -- | - | - | -- | -- | ---- | -- |
| 1. liga - západ | 2003/04 | 12. | sestup | 11 | 1 | 1 | 9  | 3  | 26,5 | 10 |
| 2. liga B       | 2004/05 | 2.  |        | 11 | 7 | 2 | 2  | 16 | 53,5 | 40 |
| 2. liga B       | 2005/06 | 2.  |        | 11 | 8 | 0 | 3  | 24 | 51,5 | 32 |
| 2. liga B       | 2006/07 | 3.  |        | 11 | 6 | 2 | 3  | 20 | 48,5 | 28 |
| 2. liga B       | 2007/08 | 1.  | postup | 11 | 9 | 1 | 1  | 28 | 56,5 | 40 |
| 1. liga - západ | 2008/09 | 6.  |        | 11 | 4 | 3 | 4  | 15 | 45,5 | 29 |
| 1. liga - západ | 2009/10 | 12. | sestup | 11 | 2 | 1 | 8  | 7  | 35,0 | 14 |
| 2. liga A       | 2010/11 | 1.  | postup | 11 | 8 | 2 | 1  | 26 | 55,0 | 37 |
| 1. liga - západ | 2011/12 | 12. | sestup | 11 | 0 | 2 | 9  | 2  | 27,0 | 10 |
| 2. liga B       | 2012/13 | 7.  |        | 11 | 5 | 2 | 4  | 17 | 44,5 | 28 |
| 2. liga A       | 2013/14 | 1.  | postup | 11 | 9 | 2 | 0  | 29 | 61,0 | 48 |
| 1. liga - západ | 2014/15 | 12. | sestup | 11 | 0 | 1 | 10 | 1  | 30,0 | 15 |
| 2. liga A       | 2015/16 | 2.  |        | 11 | 9 | 1 | 1  | 28 | 54,0 | 40 |
| 2. liga B       | 2016/17 | 1.  | postup | 11 | 9 | 2 | 0  | 29 | 56,0 | 39 |
| 1. liga - západ | 2017/18 | 1.  | postup | 11 | 7 | 4 | 0  | 25 | 52,0 | 34 |

### Česko-Slovenská Extraliga žen
Klub reprezentovala dvě družstva v Česko-Slovenské Extralize žen v roce 2015, přičemž jedno z nich získalo stříbrné medaile.
| Ročník | Místo            | Družstvo | P/C | P/ČR | Z | V | R | P | BZ | BP   | VP |
| ------ | ---------------- | -------- | --- | ---- | - | - | - | - | -- | ---- | -- |
| 2015   | Unichess Dračice | Říčany   | 2.  | 2.   | 7 | 5 | 0 | 2 | 15 | 13,0 | 9  |
| 2015   | Unichess Tygřice | Říčany   | 9.  | 8.   | 7 | 2 | 1 | 4 | 7  | 7,0  | 3  |

## Hráči
Za šachový klub hráli Extraligu velmistři:
- Jan Bernášek,  Pontus Carlsson,  Marián Jurčík,  Mikuláš Maník,  Peter Michalík,  Thai Dai Van Nguyen  Tomáš Petrík,

mezinárodní mistři:
- Lukáš Černoušek,  Jiří Jirka,   Michal Konopka (B),  Svatopluk Svoboda,  Pavel Vávra (A+B)

mezinárodní mistryně:
- Kristýna Havlíková (A+B),  Olga Jaščenko (B)